# Лучка (Тверская область)
Лучка — деревня в Торопецком районе Тверской области в Плоскошском сельском поселении.

## География
Расположена примерно в 13 километрах к северо-западу от села Волок на реке Кунья.

## Население
Население по переписи 2002 года — 13 человек.